# Tipula (Triplicitipula) planicornis
Tipula (Triplicitipula) planicornis is een tweevleugelige uit de familie langpootmuggen (Tipulidae). De soort komt voor in het Nearctisch gebied.